# Фаттахова Олеся Олександрівна
Олеся Олександрівна Фаттахова (рос. Олеся Александровна Фаттахова; нар. 13 лютого 1989, Калінінград, Російська РФСР) — російська акторка театру і кіно.

## Життєпис
Батько за походженням татарин, мати, Ірина Граборєва – професійна музикантка. Закінчила музичну школу по класу фортепіано та цимбал. У дев'ятому класі поступила в «Студію Творчих Дослідів».
Закінчила у 2010 році Всеросійський державний інститут кінематографії, майстерня Ігора Ясуловича.
Кінодебют відбувся у мелодрамі «Дві сестри» в 2009 році. Першу головну роль зіграла у 2010 році, в китайській кінострічці «Ой, цвіте калина».

## Особисте життя
Одружена з актором Романом Степенським, з яким познайомилась ще під час навчання у ВДІКу.
У 2010 році, будучи на останньому курсі ВДІКу, народила дочку Марію. Офіційний шлюб пара оформила пізніше.
Має молодшого брата Микиту.

## Театральні роботи
- 2006 — «Лівша» — Машка
- 2008 — «Ревізор» — епізод

## Фільмографія
- 2009 — «Дві сестри 2» — Лянка
- 2010 — «Доктор Тирса» — вагітна спортсменка
- 2010 — «Ой, цвіте калина» — Валентина Романова, головна роль
- 2011 — «Як я зустрів вашу маму» — епізод
- 2011 — «Проїзний квиток» — Вікторія
- 2011 — «Кровиночка» — Лєна, медсестра
- 2012 — «Без терміну давності» — Євгенія Раух
- 2012 — «Готель для Попелюшки» — Надя, головна роль
- 2012 — «Щоденник доктора Зайцевої 2» — Настя Шарапова
- 2012 — «Нічні ластівки» — Зіна Липко, штурман
- 2012 — «Золотий запас» — медсестра
- 2012 — «Злочин у спадок» — Аня
- 2012 — «Я його зліпила» — Катя Смирнова, головна роль
- 2013 — "Мелодія на два голоси — Іра Кудряшова, головна роль
- 2013 — "Берег Надії — Надя Потапова, головна роль
- 2013 — «Просте життя» — Маша Шмельова, головна роль
- 2013 — «Шлях до серця чоловіка» — Анюта Крилатова, головна роль
- 2013 — «Новий старий будинок» — Лєна
- 2013 — «І кулька повернеться» — Віра Румянцева, головна роль
- 2013 — «Годинники Каліостро» — Таня
- 2014 — «Обіймаючи небо» — Ганна, дружина Матюхіна
- 2014 — «Степові вовки» — Катерина
- 2014 — «Верни моє кохання» — Віра Нагорна, головна роль
- 2015 — «Дочка за батька» — Віра Єгорова, головна роль
- 2015 — «Хто я» — Лада, головна роль
- 2015 — «Матусі» — Катя, офіціантка
- 2015 — «Теорія неймовірності» — Ольга Кокоріна, дизайнер
- 2016 — «Друге дихання» — Олена Ускова, головна роль
- 2016 — «Якби та якби» — Катерина Колеснікова, головна роль
- 2016 — «Куди йдуть дощі» — Женя, головна роль
- 2016 — «Привид на двох» — Віра, головна роль
- 2017 — «Той, хто не спить» — Аліса, головна роль
- 2018 — «Кров янгола» — Віра, головна роль
- 2018 — «Сувенір з Одеси» — Марго
- 2019 — «Серце матері» — Ася Демидова
- 2019 — «Чуже життя» — Люба, акторка (головна роль)